# Волфсбергер АК
„Волфсбергер АК“ (на немски: Wolfsberger AC) е австрийски футболен клуб от град Волфсберг, играещ в австрийската Бундеслига. Основан през 1931 година. Домакинските си мачове играе на стадион „Лавантал“, с капацитет 7300 зрители.

## История
Клубът е основан в Австрия през1931 година от Адолф Плачовски, Карл Вебер, Херман Майерхофер, Францис Хафнер и Михаел Шлахер. След трийсет и седем години в долните лиги, през 1968 година клубът пробива в Австрийската Регионална Бундеслига по това време, втората по значимост в страната. Следващите 17 години отборът играе в тази лига с изключение на 1977/78, извоювал позицията си като средняк в класирането.
В края на сезон 1984 – 85 „Волфсбергер“ онво отпада от лигата. През 1988 – 89 и 1990 – 91 години клубът се завръща на предното си ниво, но неизменно отпада. През 1994 година „Волфсбергер“ става един от основателите на възродената Регионална Бундеслига – този път трета по значимост лига на Австрия. В течение на няколко години клубът успешно играе в този турнир, но постепенно почва да губи позиции и излита от нея в края на сезон 2001 – 02.
През 2007 година „Волфсбергер“ и ФК „Санкт Андра“ решават да създадат кооперация. Докато съществуват поотделно един от друг, клубовете често си сътрудничат в много аспекти. Тъй като „Санкт Андра“ играе в Регионалната Бундеслига, кооперацията може да съществува на това ниво и продължава в Първа лига през 2010 година, а в края на сезон 2011 – 12 преминава в Бундеслигата, след което се разкъсва. От тогава „Волфсбергер“ започва да се състезава като самостоятелен клуб и то на най-високото ниво в австрийския футбол, за първи път в историята си.
В первия си сезон отборът финишира пети, след което старши треньорът Ненад Белица напуска клуба и преминава в „Аустрия (Виена)“ през 2012 – 13. Сменя го Слободан Грубор, но заради слаби резултати скоро бива уволнен, а мястото му заема Дитмар Кюбауер.

## Успехи
- Бронзов медал (1): 2018/19

Купа на Австрия
- Носител (1): 2024/25

## Участие в европейските клубни турнири
| Сезон   | Турнир      | Кръг   | Съперник            | Домакин | Гост  | Резултат |
| ------- | ----------- | ------ | ------------------- | ------- | ----- | -------- |
| 2015/16 | Лига Европа | 2 кръг | Шахтьор (Солигорск) | 2 – 0   | 1 – 0 | 3 – 0    |
| 2015/16 | Лига Европа | 3 кръг | Борусия (Дортмунд)  | 0 – 1   | 0 – 5 | 0 – 6    |